# 名護市消防本部
名護市消防本部（なごししょうぼうほんぶ）は、沖縄県名護市の消防部局（消防本部）。管轄区域は名護市全域。

## 概要
- 消防本部：名護市大北3丁目31番50号
- 管内面積：210.38km2
- 職員数：65人
- 消防署1カ所、出張所1カ所

### 主力機械
2014年4月10日現在
- 水槽付消防ポンプ自動車：3
- はしご付消防自動車：1
- 化学消防自動車：1
- 小型動力ポンプ付水槽車：1
- 救助工作車：1
- 救急自動車：4
- 指揮車：1
- 広報車：1
- 資器材等搬送車：1
- その他：3

## 沿革
- 1963年9月12日 消防組織法に基づき、従来の消防隊を改称し消防本部・消防署及び消防団を設置する。
- 1970年8月1日　	国頭郡名護町・羽地村・久志村・屋部村及び屋我地村の1町4村が合併し名護市が誕生したことに伴い、名護市消防本部が発足する。
- 1980年代　消防本部を大中（現在の大中2丁目）の当時の国道58号（現在は県道71号）沿い（大東南交差点角）から東江の現在の国道58号（当時は国道449号）沿いの東江4丁目北交差点角（現在の東江5丁目）に移転する（当時の住所はいずれも名護市字名護）。
- 2017年　消防本部を東江5丁目から大北3丁目へ移転、同時に名護市防災研修センターを開設する。

## 組織
- 本部 - 総務課、予防課、警防課
- 消防署

## 消防署
| 消防署       | 住所               | 出張所              |
| ------------ | ------------------ | ------------------- |
| 名護市消防署 | 大北三丁目31番50号 | 久志：字三原64番地6 |